# Твоя заря (роман)
«Твоя́ заря́» (укр. Твоя зоря) — социально-философский роман украинского писателя Олеся Гончара. Впервые был опубликован в 1980 году на украинском языке киевским издательством «Радянський письменник», через два года был переведён на русский язык Николаем Котенко и К. Григорьевым.

## Сюжет
В центре сюжета — история дипломата Кирилла Заболотного, являющегося патриотом и сторонником интернационализма. Он сталкивается с реалиями капиталистического мира и стремится продвигать идеи советской политики мирного существования. В романе освещаются как его жизнь за рубежом, так и его деятельность в Советском Союзе, включая участие в Великой Отечественной войне в качестве лётчика и детство в украинской Терновщине.
Циклом «Знаменосцев» и «Твою зарю» я бы не назвал, но духовная преемственность их героев мне дорога. Как вообще дороги люди, живущие в крупных измерениях, способные страстно, самоотверженно действовать. Такие характеры меня привлекали всегда. […] Каждый, как говорится, должен петь своим голосом, лишь бы в нём не было фальши.— Олесь Гончар, из интервью Лидии Вириной

## Оценки и анализ
Критикой отмечается, что воспоминания героя о родных местах способствуют созданию образа Родины, всегда живущей в сердце Заболотного, независимо от его местонахождения, будь то Япония, Индия или США. Так, журнал «Коммунист» (1981) писал следующее: «На первый взгляд это описание прогулки в комфортабельной машине по сверхсовременному японскому шоссе — хайвею. Но сразу же нас поражает контраст: современнейшее шоссе проложено через болота-отстойники, в которые сверкают нечистоты города-гиганта, мегаполиса, а мафиози топят в них свои жертвы».
Николай Жулинский в газете «Советская культура» (7 сентября 1982) считает, что в «Твоей заре», как и в «Знаменосцах», «Тронке», «Циклоне», «Береге любви» и «Бригантине», Олесь Гончар утверждает мысль о неотделимости духовный мир человека, его социальной сущности от истории народа и социально нравственного опыта человечества.
Литературовед Александр Кухар-Онышко в книге «Индивидуальный стиль писателя» (укр. Індивідуальний стиль письменника, 1985) обратил внимание на сквозной образ дороги, а также на внесённый романтизированный образ зари в название романа.
Заведующая кафедрой Южноукраинского национального педагогического университета имени К. Д. Ушинского Ольга Копусь («Дивослово»; № 1, 2013) отмечает, что основным концептом произведения является дорога, способствующая общему пониманию авторского замысла. Облака в романе символизируют духовное высочество, мудрость и прозорливость. По мнению Копусь, на концептуальном уровне в романе речь идёт о жизненном пути каждого человека.

## Награды
В 1982 году Олесь Гончар стал лауреатом Государственной премии СССР в области литературы, искусства и архитектуры за роман «Твоя заря».